# 柏木乡
柏木乡，是中华人民共和国江西省宜春市袁州区下辖的一个乡镇级行政单位。

## 行政区划
柏木乡下辖以下地区：
柏木村、石下村、双院村、布里村、棠梅村、苍前村、酌江村、石湖村、老塘村、严岭村和石井村。